# Список музеїв Миколаївської області
Список музеїв, розташованих на території Миколаївської області.
|    | Назва                                                                     | Місцезнаходження               |
| -- | ------------------------------------------------------------------------- | ------------------------------ |
| 1  | Меморіальний музей адмірала С. О. Макарова                                | Миколаїв                       |
| 2  | Миколаївський музей суднобудування і флоту                                | Миколаїв                       |
| 3  | Миколаївський обласний краєзнавчий музей                                  | Миколаїв                       |
| 4  | Миколаївський обласний художній музей імені В. В. Верещагіна              | Миколаїв                       |
| 5  | Миколаївський військово-історичний музей                                  | Миколаїв                       |
| 6  | Очаківський військово-історичний музей                                    | Очаків                         |
| 7  | Очаківський музей мариністичного живопису імені Руфіна Судковського       | Очаків                         |
| 8  | Баштанський краєзнавчий музей                                             | Баштанка                       |
| 9  | Вознесенський художній музей імені Євгена Кибрика                         | Вознесенськ                    |
| 10 | Первомайський краєзнавчий музей                                           | Первомайськ                    |
| 11 | Музей ракетних військ стратегічного призначення                           | Первомайськ                    |
| 12 | Меморіальний музей «Партизанська іскра»                                   | Первомайський район, с. Кримка |
| 13 | Веселинівський районний краєзнавчий музей                                 | Веселинове                     |
| 14 | Музей історії села Катеринівка                                            | Катеринівка                    |
| 15 | Снігурівський історико-краєзнавчий музей                                  | Снігурівка                     |
| 16 | Братський районний народний історико-краєзнавчий музей ім. М.М. Радкевича | Братське                       |
| 17 | Южноукраїнський міський історичний музей                                  | Південноукраїнськ              |
| 18 | Березанський районний народний історичний музей                           | Березанка                      |
| 19 | Березнегуватський районний народний історико-краєзнавчий музей            | Березнегувате                  |